# Rana el Kaliouby
Rana el Kaliouby (àrab: رنا القليوبي, Ranā al-Qalyūbī) (el Caire, 1978) és una científica i empresària egipci-americana en el camp de la investigació i el desenvolupament de tecnologia de reconeixement d'expressions, que és un subconjunt de reconeixement facial dissenyat per identificar les emocions expressades per la cara. La investigació d'El Kaliouby va més enllà de la dependència del camp d'expressions exagerades o caricaturitzades modelades per actors de laboratori, per centrar-se en les mirades subtils que es troben en situacions reals. És cofundadora i CEO, amb Rosalind Picard, d'Affectiva, empresa de programari que construeix intel·ligència artificial que comprèn les emocions humanes, els estats cognitius, les activitats i els objectes que utilitza la gent mitjançant l'anàlisi de les expressions facials i vocals. The company spun out of MIT Media Lab
Pionera en Intel·ligència Artificial, així com cofundadora i CEO d'Affectiva, una startup derivada del MIT Media Lab. Després de créixer al Caire, Egipte, es va doctorar a la Universitat de Cambridge i després es va unir al MIT Media Lab com a investigadora, on va liderar l'aplicació de la tecnologia de reconeixement d'emocions en diversos camps, inclosos els de salut mental i l'autisme. Va deixar el MIT per cofundar Affectiva, una empresa acreditada per definir el camp de l'emoció IA i ara treballa amb el 25% del Fortune 500 i és líder en IA emocional. Rana va ser nomenada per Forbes a la llista de les 50 millors dones en tecnologia dels Estats Units , i Fortune la va incloure a la llista de 40 millors menors de 40 anys i va ser escollida pel Fòrum Econòmic Mundial per ser una jove líder mundial i membre del Futur Consell Mundial de Robòtica i Intel·ligència Artificial del WEF. Parla regularment sobre ètica en IA i lluita contra el biaix en IA en conferències des del Festival Aspen Ideas fins al Future of Everything del Wall Street Journal. Va organitzar un PBS Nova.
Rana el Kaliouby té la missió d'humanitzar la tecnologia amb intel·ligència emocional artificial, o el que ella anomena “ Emotion AI. ”Mitjançant el desenvolupament d'una plataforma d'aprenentatge profund que combina l'expressió facial amb el to de veu per inferir el sentiment d'una persona. És l'autora deGirl Decoded: A scientist's quest to reclaim humanity by bringing emotional intelligence to technology" (La recerca d'un científic per recuperar la humanitat aportant intel·ligència emocional a la tecnologia).

## Educació
El Kaliouby va obtenir el títol de Llicenciat i Màster en Ciències per la Universitat Americana del Caire, i després un doctorat al Newnham College de Cambridge.

## Carrera
El Kaliouby va treballar com a científic investigadora a l'Institut Tecnològic de Massachusetts, ajudant a fundar la seva Iniciativa sobre Tecnologia de l'Autisme i la Comunicació. El seu objectiu original era millorar la interacció home-ordinador, però ràpidament es va fascinar amb la possibilitat d'aplicar aquesta tecnologia per millorar la comunicació home-home, especialment per a persones autistes, moltes de les quals lluiten amb la comunicació emocional. Al grup de Computació Afectiva del MIT Media Lab, va formar part d'un equip que va ser pioner en el desenvolupament de l'audiòfon emocional, un conjunt d'ulleres portables de lectura d'emocions que el New York Times va incloure a les seves 100 millors innovacions del 2006. El Kaliouby va mostrar el seu treball i fou entrevistada al documental del 2018 sobre intel·ligència artificial Do You Trust This Computer?
El Kaliouby ha afirmat que els ordinadors, tot i que tenen bona informació, es queden curts a l'hora de determinar els sentiments, per la qual cosa cal un avís manual per respondre a les necessitats de l'operador. El seu treball rau principalment en els subtils canvis facials que la gent tendeix a fer. Ha identificat 24 fites a la cara, cadascuna es mou de diferents maneres, en funció d'una emoció expressada. Això té moltes aplicacions, des de la lingüística fins a la producció de vídeo. Els pacients amb autisme, que solen tenir una varietat d'expressions diferents de la norma, poden tenir un control més fàcil dels seus estats d'ànim pels pares o els cuidadors. A efectes de producció, les imatges generades per ordinador de cares (i presumiblement projectes Android) podran ser més realistes en l'art de la subtilesa.
L'equip líder en ciències de l'emoció de l'empresa Affectiva; aplica visió per computador, aprenentatge automàtic i ciència de dades per aprofitar el dipòsit d'emocions facials de l'empresa, que ara ha crescut fins a prop de 6 milions de cares analitzades a 75 països amb 5.313.751 vídeos de cares, per un total de 38.944 hores de dades, que representa que es van analitzar a prop de 2.000 milions de marcs facials, per entendre els sentiments i els comportaments de les persones.
El 2016 es va convertir en la consellera delegada d'Affectiva.
Al novembre de 2019, Affectiva es va tractar com a cas pràctic a la Harvard Business School sobre la categoria Emotion AI amb el professor Shane Greenstein.

## Premis i reconeixements
El Kaliouby va ser inclòs al Saló de la Fama "Dones en Enginyeria". També és membre d'ACM, IEEE, Association of Children's Museums, British Machine Vision Association i Nahdet el Mahrousa. Altres premis inclouen:
- 7 dones a veure el 2014: Revista Emprenedora[20]
- Top 20 dones que han de veure el 2014 amb tecnologia d'alta tecnologia[21]
- The Wired Smart List - Wired 2013[22]
- MIT TR35 2012[23]
- Smithsonian Magazine American Ingenuity Award in Technology[24]
- Les 50 millors dones en tecnologia 2018 de Forbes America[25]
- El Kaliouby va ser nomenada per la British Broadcasting Corporation (BBC) com una de les 100 Dones de l'any, una llista de 100 dones inspiradores i influents de tot el món, de l'any 2020[26]

## Llibres
Les memòries d'El Kaliouby Girl Decoded s'hauran de publicar l'abril del 2020.
El Kaliouby també va contribuir amb un capítol al llibre del 2018 Architects of Intelligence: The Truth About AI from the People Building it, del futurista nord-americà Martin Ford.